# Bogudar Kordasiewicz
Bogudar Paweł Kordasiewicz (ur. 10 września 1950 w Olsztynie) – polski prawnik, radca prawny, profesor nauk prawnych, 
nauczyciel akademicki wielu uczelni, profesor zwyczajny Instytutu Nauk Prawnych PAN, specjalista w zakresie prawa cywilnego i prawa handlowego.

## Życiorys
W 1972 ukończył studia prawnicze na Wydziale Prawa i Administracji Uniwersytetu Warszawskiego, gdzie w 1975 otrzymał stopień naukowy doktora nauk prawnych w zakresie prawa. Tam też w 1991 na podstawie dorobku naukowego oraz rozprawy pt. Jednostka wobec środków masowego przekazu uzyskał stopień doktora habilitowanego nauk prawnych w zakresie prawa, specjalność: prawo cywilne. W 2011 prezydent RP Bronisław Komorowski nadał mu tytuł naukowy profesora nauk prawnych. Był nauczycielem akademickim różnych uczelni w Warszawie. Został profesorem zwyczajnym w Instytucie Nauk Prawnych PAN. Wykonuje zawód radcy prawnego.
Po śmierci Zbigniewa Radwańskiego stanął na czele redakcji serii System prawa prywatnego (formalnie jako zastępca redaktora naczelnego).
W 1994 pod jego kierunkiem stopień naukowy doktora uzyskała Małgorzata Bednarek.